# Gianfranco Bertoletti
Gianfranco Bertoletti (Traversetolo, 25 aprile 1943) è un ex calciatore italiano, di ruolo difensore.

## Carriera
Cresciuto nell'Inter, nel 1963 debutta in Serie C con il Rapallo Ruentes. Due anni più tardi passa al Catania con cui gioca tre partite in Serie A.
Nel 1966 viene ceduto al Catanzaro, dove trascorre cinque stagioni in Serie B prima di terminare la carriera da professionista nel 1972 al Monza.